# The Heist
The Heist je druhé studiové album amerického rappera Macklemorea a hudebního producenta Ryana Lewise. Bylo vydáno 9. října 2012 u nezávislé nahrávací společnosti Macklemore LLC.
Z alba pochází úspěšné písně "Thrift Shop", "Can't Hold Us" a "Same Love". V USA se celkem prodalo 1 378 000 kusů alba. Album, a jeho obsah, bylo v lednu 2014 oceněno třemi cenami Grammy.

## O albu
Album bylo nahráváno ve městě Seattle, stát Washington mezi lety 2009 a 2012. Prvním singlem byla píseň "My Oh My", vydaná v prosinci 2010, ta však v hitparádách propadla a její neúspěch odložil vydání alba. Nakonec se objevila jen jako bonus píseň na deluxe verzi alba. V roce 2011 byly vydány další dva singly "Wing$" a "Can't Hold Us". Singly v roce 2011 zaznamenaly jen malý úspěch.
V roce 2012 byl vydán další singl "Same Love" featuring Mary Lambert, který vstoupil do žebříčku Billboard Hot 100 na 99. pozici. Skutečným úspěchem se stala až píseň "Thrift Shop" featuring Wanz, vydaná v srpnu 2012. Píseň se postupně vyšplhala až na první pozici, kde se počátkem roku 2013 udržela šest týdnů. Také se jí prodalo přes šest milionů kusů. Její úspěch pomohl i dalším singlům. V polovině února 2013 singl "Can't Hold Us" dobyl první příčku a singl "Same Love" jedenáctou příčku.
V říjnu 2013 byl zveřejněn šestý singl "White Walls" featuring Schoolboy Q. Ten se vyšplhal na 15. příčku US žebříčku.
V České republice se umístily následující singly: "Thrift Shop" (4. příčka), "Can't Hold Us" (4. příčka), "Same Love" (12. příčka) a "White Walls" (74. příčka)
Album bylo vydáno 9. října 2012. V prvním týdnu prodeje se ho v USA prodalo 78 000 kusů, a tím debutovalo na druhé příčce žebříčku Billboard 200. Postupně však tržby rostly a celkem se ho v USA prodalo 1 378 000 kusů. Tím získalo certifikaci platinová deska od americké asociace RIAA.
Na 56. předávání hudebních cen Grammy, konaném v lednu 2014, bylo album oceněno třemi cenami, a to za nejlepší rapové album (The Heist), nejlepší rapový počin a nejlepší rapovou píseň (obě za singl "Thrift Shop"). Také pomohlo duu k ceně pro nováčky roku.

## Seznam skladeb
| Pořadí         | Název                                    | Hudba          | Délka |
| -------------- | ---------------------------------------- | -------------- | ----- |
| 1.             | Ten Thousand Hours                       | Ryan Lewis     | 4:09  |
| 2.             | Can't Hold Us (feat. Ray Dalton)         | Ryan Lewis     | 4:18  |
| 3.             | Thrift Shop (feat. Wanz)                 | Ryan Lewis     | 3:57  |
| 4.             | Thin Line (feat. Buffalo Madonna)        | Ryan Lewis     | 4:16  |
| 5.             | Same Love (feat. Mary Lambert)           | Ryan Lewis     | 5:20  |
| 6.             | Make the Money                           | Ryan Lewis     | 3:44  |
| 7.             | Neon Cathedral (feat. Allen Stone)       | Ryan Lewis     | 4:34  |
| 8.             | BomBom (feat. The Teaching)              | Ryan Lewis     | 4:55  |
| 9.             | White Walls (feat. Schoolboy Q a Hollis) | Ryan Lewis     | 3:40  |
| 10.            | Jimmy Iovine (feat. Ab-Soul)             | Ryan Lewis     | 3:53  |
| 11.            | Wings                                    | Ryan Lewis     | 4:59  |
| 12.            | A Wake (feat. Evan Roman)                | Ryan Lewis     | 3:46  |
| 13.            | Gold (feat. Eighty4 Fly)                 | Ryan Lewis     | 4:11  |
| 14.            | Starting Over (feat. Ben Bridwell)       | Ryan Lewis     | 4:11  |
| 15.            | Cowboy Boots                             | Ryan Lewis     | 4:16  |
| Celková délka: | Celková délka:                           | Celková délka: | 64:09 |

| Deluxe Edition | Deluxe Edition | Deluxe Edition | Deluxe Edition |
| Pořadí         | Název          | Hudba          | Délka          |
| -------------- | -------------- | -------------- | -------------- |
| 16.            | Castle         | Ryan Lewis     | 4:18           |
| 17.            | My Oh My       | Ryan Lewis     | 4:17           |
| 18.            | Victory Lap    | Ryan Lewis     | 3:34           |